# Arnold Hauser
Arnold Hauser (8 de mayo de 1892-28 de enero de 1978) fue un historiador de arte y sociólogo húngaro-alemán, quizá el marxista más destacado en su campo. Escribió sobre la influencia del cambio de las estructuras sociales en el arte. Está considerado como un polifacético entre diferentes teorías y disciplinas como historia del arte, psicoanálisis, teoría del arte, estética, historia social, sociología del arte y psicología del arte.

## Biografía
Tras cursar el gymnasium, Hauser estudió germanística y filología románica, así como filosofía, en la Universidad de Budapest, y luego completó un período de estudios en Viena, Berlín y París. Entre sus profesores se encontraban Max Dvořák (Viena), Georg Simmel (Berlín), Henri Bergson y Gustave Lanson (París).
Otra influencia crucial para Hauser fue el filósofo húngaro Bernhard Alexander (1850-1927), padre del psicoanalista Franz Alexander. Le transmitió su interés tanto por William Shakespeare como por Immanuel Kant. Esto condujo a Hauser al estudio sistemático del teatro y, más tarde, del cine como partes del más amplio mundo del arte.: 15–17 
Hauser se adhirió al marxismo leyendo primero los escritos de Georg Lukács, y después conociéndolo y formando parte de su Sonntagskreis en Budapest en 1916. Fue en dicha ciudad donde Hauser publicó sus primeros escritos, entre 1911 y 1918, incluida su tesis doctoral sobre el problema de crear una estética sistemática, que apareció en la revista Athenaeum en 1918.
Publicó muy poco en los 33 años siguientes, dedicándose a la investigación y los viajes.: 7–9  En 1919, tras la Primera Guerra Mundial, Hauser participó en la política cultural de la República Soviética Húngara. Tras el colapso de esta república soviética, Hauser huyó a Italia, donde se familiarizó con el arte italiano.
En 1921 se trasladó a Berlín, y en 1924 a Viena. Para entonces había llegado a la conclusión, según sus propias palabras, de que "el problema del arte y la literatura, en cuya solución está más empeñada nuestra época, son fundamentalmente problemas sociológicos".: 4 
En 1938 Hauser tuvo que huir de Viena hacia Londres debido a sus orígenes judíos. En 1940, Karl Mannheim le pidió que escribiera un prólogo para una antología de obras sobre sociología del arte. En lugar de un prólogo, escribió Sozialgeschichte der Kunst und Literatur a lo largo de diez años.
Hauser trabajó como profesor asistente en la Universidad de Leeds de 1951 a 1957, después fue profesor invitado en la Universidad Brandeis de Waltham (Massachusetts) hasta 1959, enseñó en el Hornsey College of Art de Londres hasta 1962 y fue profesor invitado en la Universidad Estatal de Ohio hasta 1965.
En 1965 volvió a Londres y permaneció allí hasta 1977, un año antes de su muerte, cuando regresó a Hungría. Fue miembro honorario de la Academia Húngara de Ciencias.

## Pensamiento e ideología
Siguiendo las investigaciones del  historicismo, la escuela sociológica alemana y la doctrina marxista de Lukács, Hauser elabora una teoría del arte en la que analiza los fenómenos artísticos en estrecha relación con su contexto histórico y social y los fenómenos socioeconómicos. En este sentido, se hace heredero del pensamiento de la Escuela de Viena y su crítica al positivismo: la sociología y el estudio del medio serán sus principales armas. 
Rechaza la autonomía de las artes, ya que éstas están formadas por factores materiales que son interdependientes. En su opinión, cada sociedad tiene un estilo específico. Se pueden encontrar estos planteamientos en sus publicaciones.
En la obra de su vida, Sozialgeschichte der Kunst und Literatur (1951), Hauser sostiene que el arte, tras un periodo paleolítico de naturalismo, comenzó siendo "plano, simbólico, formal, abstracto y preocupado por los seres espirituales". Luego en una sociedad agraria que socio-económicamente tiende a ser cerrada y más conservadora su arte reflejará lo mismo; en la sociedad aristocrática se prefiere un estilo rígido y tradicionalista. En pocas palabras, el arte se hizo más realista y naturalista a medida que las sociedades se volvían menos jerárquicas y autoritarias, y más mercantiles y burguesas.

## Obras
- 1951: Sozialgeschichte der Kunst und Literatur
- 1952: Sozialgeschichte der mittelalterlichen Kunst
- 1958: Philosophie der Kunstgeschichte
- 1964: Der Manierismus. Die Krise der Renaissance und der Ursprung der modernen Kunst
- 1973: Kunst und Gesellschaft
- 1974: Soziologie der Kunst
- 1978: Im Gespräch mit Georg Lukács kleiner Sammelband mit drei Interviews und dem Essay „Variationen über das tertium datur bei Georg Lukács“

### Traducciones al español
- Historia social de la literatura y del arte. Edic. Guadarrama (Madrid), 1967. Traducción de Antonio Tovar y F. P. Varas-Reyes.[3]
- El manierismo. La crisis del Renacimiento y los orígenes del arte moderno. Edic. Guadarrama (Madrid), 1965. Traducción de Felipe González Vicén.[4]
- Sociología del Arte. Edic. Guadarrama (Madrid), 1975. Traducción de Vicente Romano García y Ramón Cotarelo.[5]
- Conversaciones con Lukács. Edic. Guadarrama (Madrid), 1979. Traducción de Gabriele Rack.[6]